# Одноробівська волость
Одноробівська волость — адміністративно-територіальна одиниця Харківського повіту Харківської губернії.

Найбільше поселення волості станом на 1914 рік:
- село Одноробівка.

Старшиною волості був Черниш Степан Юхимович, волосним писарем — Кузенко Олексій Григорович, головою волосного суду — Зайцев Степан Омелянович.